# Émeraude de Coty
Émeraude de Coty est un parfum ambré doux créé par François Coty et sorti en France, au Royaume uni et aux États-Unis en 1921. Un siècle plus tard, il est toujours commercialisé, mais avec une formule adaptée à l'évolution des règlementations de l'industrie du parfum.

## Composition et notes
Pour ce parfum oriental doux, sorti la même année que le N° 5 de Chanel, Serge Borisov décrit les notes de tête d'orange, citron et bergamote, suivies de notes de bois de rose, jasmin, rose et ylang-ylang et de notes de fond ambreine, opoponax, santal, benjoin, vanille et patchouli.
Selon Luca Turin et Tania Sanchez « trois choses rendent Émeraude unique : d'abord, la note fraîche et mentholée ne s'estompe pas, mais accompagne l'accord oriental opulent tout au long du parcours. Ensuite, et c'est là que le véritable génie de Coty se manifeste, la sensation de fraîcheur est délibérément simple, presque chimique, comme purifiant sur la riche texture de fond. Troisièmement, les deux temps du parfum sont si délicatement combinés qu'ils forment une seule tonalité transparente profondément saturée, moins une émeraude comme son nom l'indiquerait, que la lumière verte de tribord d'un navire qui passe dans l’obscurité ».
C'est avec Émeraude que Coty introduit le vaporisateur de voyage.

## Slogans

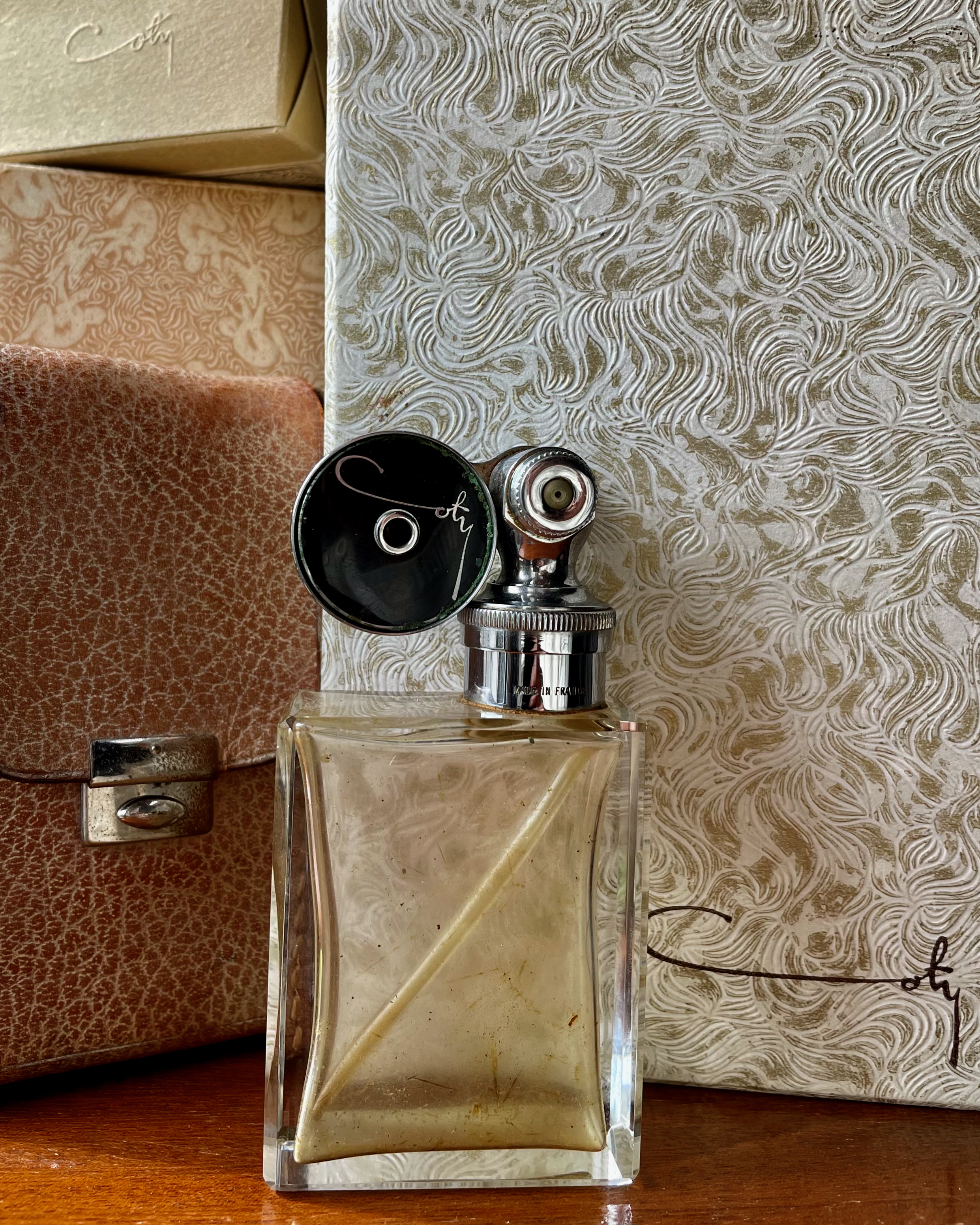
Vaporisateur de voyage parfum Coty.

Émeraude dit  parfum précieux ou parfum bijou (the jewel fragrance) sera porté, dans les  années 1960, par le slogan  For the woman who dares to be different, et le visage de Lauren Hutton apparait sur une des publicités[réf. souhaitée].

## Postérité
Selon Sergey Borisov, il est raconté que madame Jacques Guerlain portait Émeraude, ce qui, dit-on, aurait obligé le parfumeur à créer Shalimar, qui sortira quelques années plus tard.

## Conservation
La formule  originale d'Émeraude, le dernier parfum composé par François Coty, est conservée à l'Osmothèque, conservatoire des parfums.